# Борки (Великолукский район)
Бо́рки — деревня в Великолукском районе Псковской области России. Входит в состав Пореченской волости.

## География
Расположена на юго-западе района на южном берегу озера Долгое, в междуречье Ловати и её притока Балаздыни, в 12 км к юго-западу от села Полибино той же волости.

## Население
| 2001 | 2002 | 2010 |
| ---- | ---- | ---- |
| 615  | ↘554 | ↘522 |

Численность населения деревни по оценке на начало 2001 года составляла 615 жителей.

## История
Борки упоминаются как почтовая станция в середине XIX века. 
28 января 1976 года решением Псковского облисполкома Борки стали административным центром Борковского сельсовета (в рамках упразднённого Комшанского).
С января 1995 до декабря 2014 года деревня была административным центром ныне упразднённой Борковской волости.